# Per Rygh

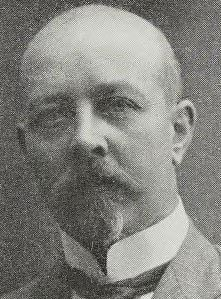
Per Rygh

Peder (Per) Strand Rygh, född den 30 augusti 1874 i Kristiania, död den 14 februari 1941, var en norsk jurist, son till Evald Rygh. 
Han blev cand. jur. 1896 och var de följande två åren advokatfullmäktig, varefter han 1898—99 studerade i Frankrike och England. Åren 1899—1907 arbetade han i advokatfirman Seip & Lundh, från den 1 januari 1906 som dess kompanjon. Våren 1907 inträdde han i direktionerna för de stora aktiebolagen Norsk Kraftaktieselskab och De norske Salpeterværker, från september 1910 som dessa direktioners ordförande. Han lämnade dessa bolag 1911 och upptogs igen som medlem av sin gamla advokatfirma. År 1909 blev Rygh anlitad som advokat för norska staten i skiljedomssaken mellan Norge och Sverige angående renbete. Rygh offentliggjorde en rad broschyrer och avhandlingar av juridiskt och socialpolitiskt innehåll samt redigerade andra upplagan av professor L.M.B. Auberts handbok i obligationsrätt (band I, 1901). Han utgav 1920—23 Om begrebene formue og indtægt efter skattelovene av 1911 med tillægslove. 
Rygh knöt sitt namn til flera uppmärksammade rättssaker; han var medlem av försvaret i riksrättssaken mot regeringen Berge 1926—27 och domare i tjänstemannaorganisationernas löneprocess mot staten 1929. Sistnämnda år åtog han sig, tillsammans med advokat Gustav Heiberg, att föra den privata straffsak, som direktionsmedlemmarna och områdescheferna i A/S Vinmonopolet hade anlagt mot bröderna Dysthe med anledning av vissa beskyllningar mot monopolets män. Det sätt, på vilket särskilt Rygh pläderade i saken, ådrog honom emellertid ovilja från många håll, speciellt inom affärslivet i Oslo, och efter sakens avgörande 1930 fann han att han borde avsäga sig sin post som ordförande för Den norske Creditbanks direktion.